# Montgomery, Wales
Montgomery (walesiska: Trefaldwyn) är en ort och community i Storbritannien.   Den ligger i kommunen Powys och riksdelen Wales, i den södra delen av landet, 230 km nordväst om huvudstaden London. Antalet invånare är 1 295.